# Lituanie au Concours Eurovision de la chanson
Page officielle du diffuseur
Page sur Eurovision.tv
La Lituanie participe au Concours Eurovision de la chanson depuis sa trente-neuvième édition, en 1994, et ne l'a encore jamais remporté.

## Participation
Le pays participe donc depuis 1994 et a manqué plusieurs éditions du concours. 
En 1995, la Lituanie fut reléguée à la suite des résultats obtenus l'année précédente. Le pays se retira alors, pour ne revenir qu'en 1999. En 2000 et 2003, la Lituanie fut à nouveau reléguée. 
Depuis l'instauration des demi-finales, en 2004, la Lituanie a manqué six finales du concours, en 2004, 2005, 2008, 2010, 2014, 2017 et 2019.

## Résultats
La Lituanie n'a encore jamais remporté le concours. 
Le meilleur classement du pays en finale demeure jusqu'à présent la sixième place de LT United en 2006. En demi-finale, la Lituanie a terminé à une reprise à la troisième place, en 2012.
A contrario, le pays a terminé à deux reprises à la dernière place, en finale en 1994 et en demi-finale en 2005. Il a obtenu un nul point en 1994.
La Lituanie fait partie des huit pays participants à avoir terminé à la dernière place lors de leurs débuts, avec l'Autriche (en 1957), Monaco (en 1959), le Portugal (en 1964), Malte (en 1971), la Turquie (en 1975), la Tchéquie (en 2007) et Saint-Marin (en 2008).

## Pays hôte
La Lituanie n'a encore organisé jamais le concours.

## Faits notables
En 2002, la finale nationale lituanienne avait été remportée par le groupe B'Avarija avec leur chanson We All. Celle-ci fut cependant disqualifiée, ayant déjà été publiée antérieurement. Ce fut donc la chanson qui était arrivée en deuxième position, Happy You par Aivaras, qui représenta le pays au concours.

## Représentants
| Édition                 | Année | Artiste(s)                      | Chanson                          | Langue(s)           | Traduction française           | Finale                                                 | Finale                                                 | Demi-finale                                            | Demi-finale                                            |
| Édition                 | Année | Artiste(s)                      | Chanson                          | Langue(s)           | Traduction française           | Place                                                  | Points                                                 | Place                                                  | Points                                                 |
| ----------------------- | ----- | ------------------------------- | -------------------------------- | ------------------- | ------------------------------ | ------------------------------------------------------ | ------------------------------------------------------ | ------------------------------------------------------ | ------------------------------------------------------ |
| 39e                     | 1994  | Ovidijus Vyšniauskas            | Lopšinė mylimai                  | Lituanien           | Berceuse pour ma bien-aimée    | 25                                                     | 00                                                     |                                                        |                                                        |
| Retrait de 1995 à 1998. |       |                                 |                                  |                     |                                |                                                        |                                                        |                                                        |                                                        |
| 44e                     | 1999  | Aistė                           | Strazdas                         | Samogitien          | La grive musicienne            | 20                                                     | 13                                                     |                                                        |                                                        |
| 45e                     | 2000  | Relégation en 2000.             | Relégation en 2000.              | Relégation en 2000. | Relégation en 2000.            | Relégation en 2000.                                    | Relégation en 2000.                                    |                                                        |                                                        |
| 46e                     | 2001  | Skamp                           | You Got Style                    | Anglais, lituanien  | Tu as du style                 | 13                                                     | 35                                                     |                                                        |                                                        |
| 47e                     | 2002  | Aivaras                         | Happy You                        | Anglais             | Heureux toi                    | 23                                                     | 12                                                     |                                                        |                                                        |
| 48e                     | 2003  | Relégation en 2003.             | Relégation en 2003.              | Relégation en 2003. | Relégation en 2003.            | Relégation en 2003.                                    | Relégation en 2003.                                    |                                                        |                                                        |
| 49e                     | 2004  | Linas & Simona                  | What's Happened to Your Love?    | Anglais             | Qu'est-il arrivé à ton amour ? |                                                        |                                                        | 16                                                     | 26                                                     |
| 50e                     | 2005  | Laura & the Lovers              | Little by Little                 | Anglais             | Petit à petit                  |                                                        |                                                        | 25                                                     | 17                                                     |
| 51e                     | 2006  | LT United                       | We Are the Winners               | Anglais, français   | Nous sommes les vainqueurs     | 06                                                     | 162                                                    | 05                                                     | 165                                                    |
| 52e                     | 2007  | 4Fun                            | Love or Leave                    | Anglais             | Aime ou part                   | 21                                                     | 28                                                     |                                                        |                                                        |
| 53e                     | 2008  | Jeronimas Milius                | Nomads in the Night              | Anglais             | Nomades dans la nuit           |                                                        |                                                        | 16                                                     | 30                                                     |
| 54e                     | 2009  | Sasha Son                       | Love                             | Anglais, russe      | Amour                          | 23                                                     | 23                                                     | 09                                                     | 66                                                     |
| 55e                     | 2010  | InCulto                         | East European Funk               | Anglais             | Funk est-européen              |                                                        |                                                        | 12                                                     | 44                                                     |
| 56e                     | 2011  | Evelina Sašenko                 | C'est ma vie                     | Anglais, français   | -                              | 19                                                     | 63                                                     | 05                                                     | 81                                                     |
| 57e                     | 2012  | Donny Montell                   | Love Is Blind                    | Anglais             | L'amour est aveugle            | 14                                                     | 70                                                     | 03                                                     | 104                                                    |
| 58e                     | 2013  | Andrius Pojavis                 | Something                        | Anglais             | Quelque chose                  | 22                                                     | 17                                                     | 09                                                     | 53                                                     |
| 59e                     | 2014  | Vilija Matačiūnaitė             | Attention                        | Anglais             | -                              |                                                        |                                                        | 11                                                     | 36                                                     |
| 60e                     | 2015  | Monika Linkytė & Vaidas Baumila | This Time                        | Anglais             | Cette fois                     | 18                                                     | 30                                                     | 07                                                     | 67                                                     |
| 61e                     | 2016  | Donny Montell                   | I've Been Waiting for This Night | Anglais             | J'ai attendu cette nuit        | 09                                                     | 200                                                    | 04                                                     | 222                                                    |
| 62e                     | 2017  | Fusedmarc                       | Rain of Revolution               | Anglais             | Pluie de révolution            |                                                        |                                                        | 17                                                     | 42                                                     |
| 63e                     | 2018  | Ieva Zasimauskaitė              | When We're Old                   | Anglais, lituanien  | Quand nous serons vieux        | 12                                                     | 181                                                    | 09                                                     | 119                                                    |
| 64e                     | 2019  | Jurijus Veklenko                | Run with the Lions               | Anglais             | Courir avec les lions          |                                                        |                                                        | 11                                                     | 93                                                     |
| 65e                     | 2020  | THE ROOP                        | On Fire                          | Anglais             | En feu                         | Concours annulé à la suite de la pandémie de COVID-19. | Concours annulé à la suite de la pandémie de COVID-19. | Concours annulé à la suite de la pandémie de COVID-19. | Concours annulé à la suite de la pandémie de COVID-19. |
| 65e                     | 2021  | THE ROOP                        | Discoteque                       | Anglais             | Discothèque                    | 08                                                     | 220                                                    | 04                                                     | 203                                                    |
| 66e                     | 2022  | Monika Liu                      | Sentimentai                      | Lituanien           | Sentiments                     | 14                                                     | 128                                                    | 07                                                     | 159                                                    |
| 67e                     | 2023  | Monika Linkyté                  | Stay                             | Anglais, lituanien  | Reste                          | 11                                                     | 127                                                    | 04                                                     | 110                                                    |
| 68e                     | 2024  | Silvester Belt                  | Luktelk                          | Lituanien           | Attends                        | 14                                                     | 90                                                     | 04                                                     | 119                                                    |
| 69e                     | 2025  | Katarsis                        | Tavo akys                        | Lituanien           | Tes yeux                       | 16                                                     | 96                                                     | 06                                                     | 103                                                    |

- Première place
- Deuxième place
- Troisième place
- Dernière place

 Qualification automatique en finale
 Élimination en demi-finale

## Galerie

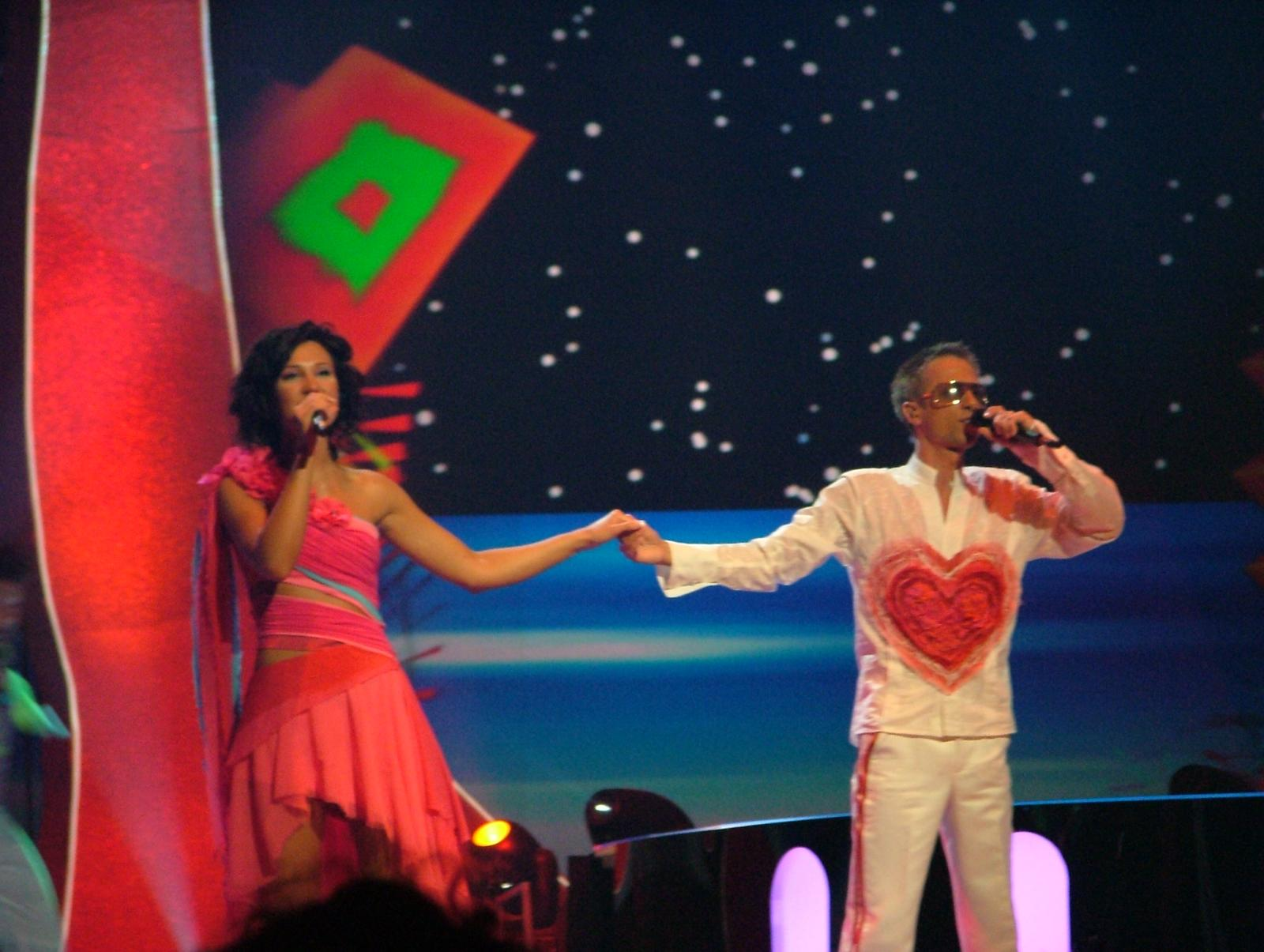
Linas & Simona à Istanbul (2004)
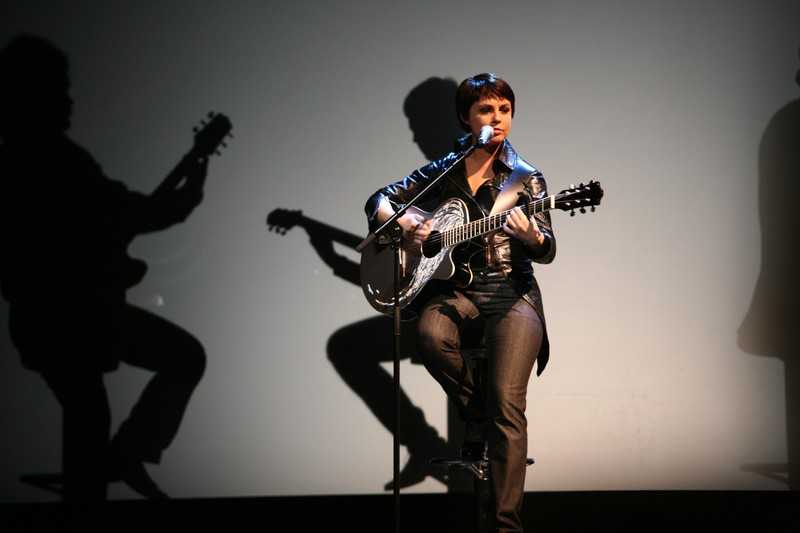
4Fun à Helsinki (2007)
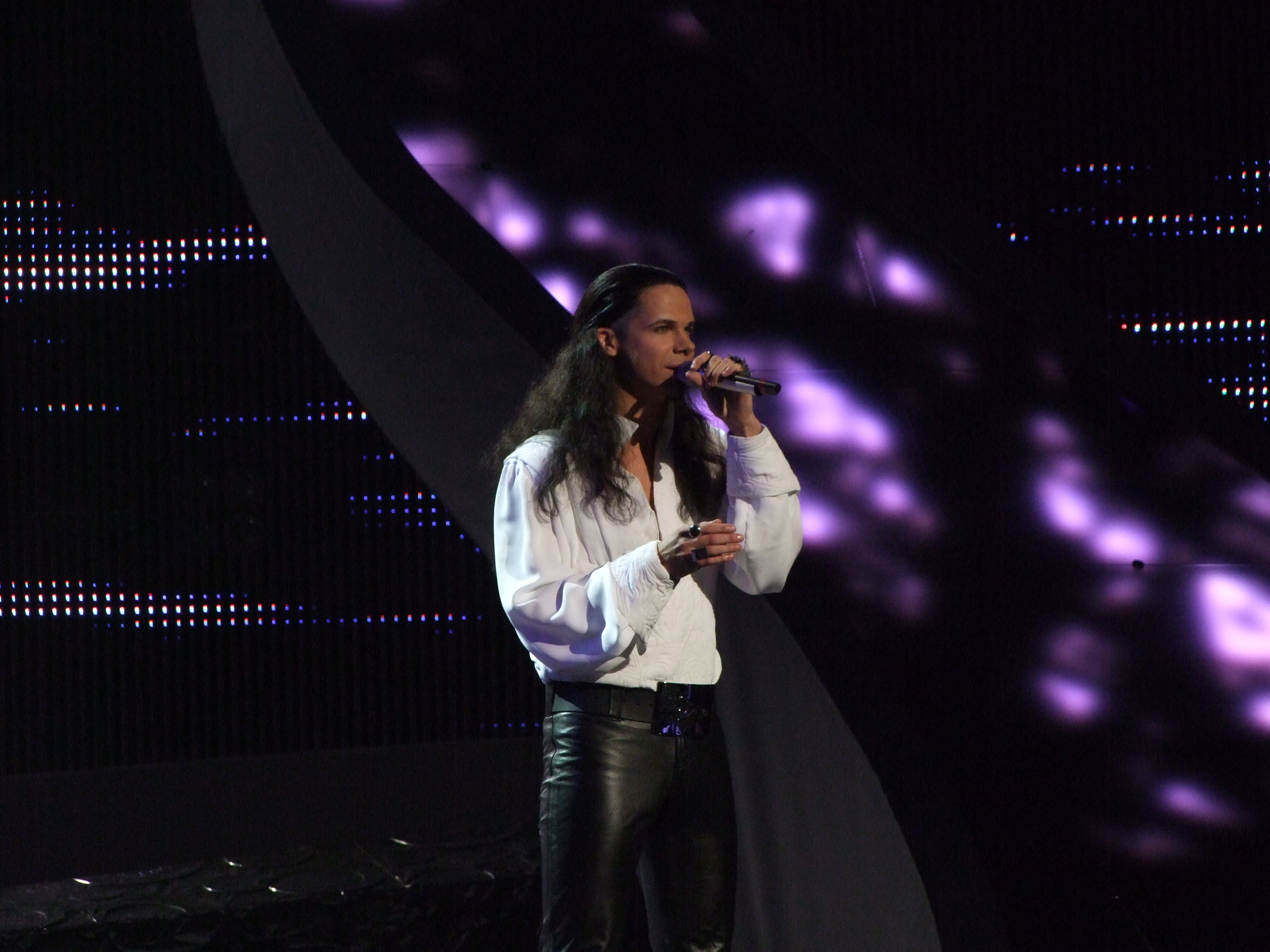
Jeronimas Milius à Belgrade (2008)
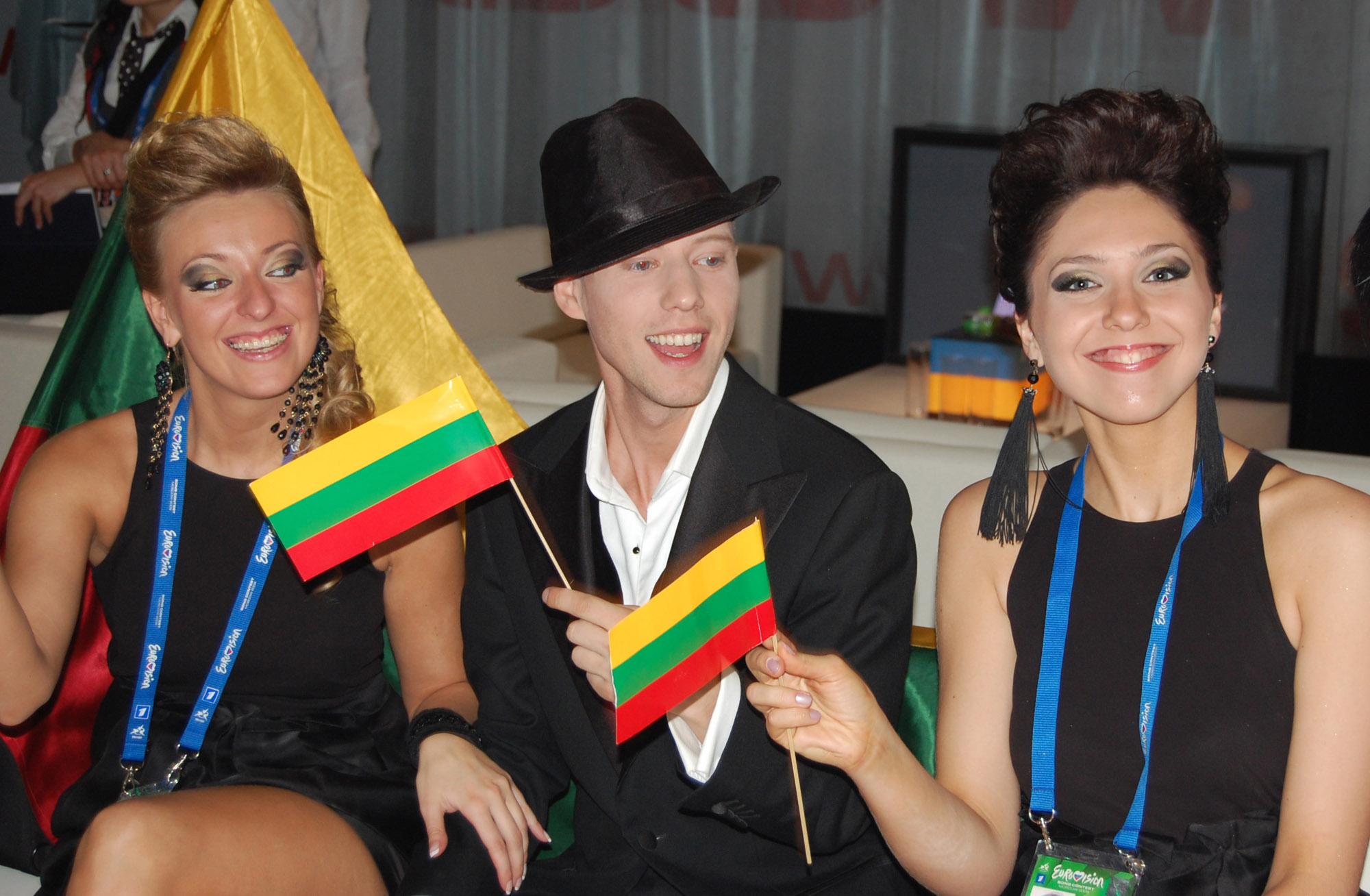
Sasha Son à Moscou (2009)
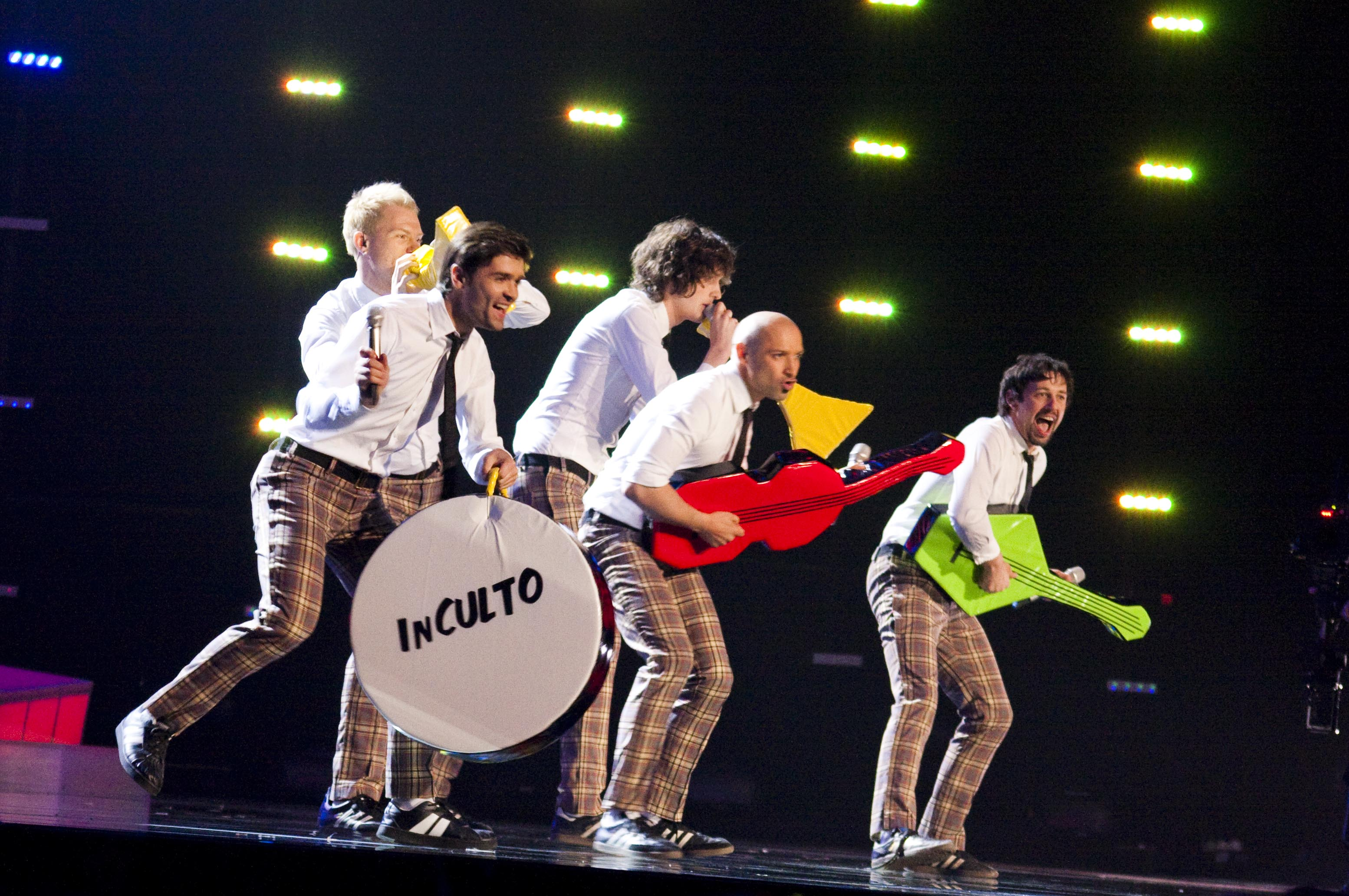
InCulto à Oslo (2010)
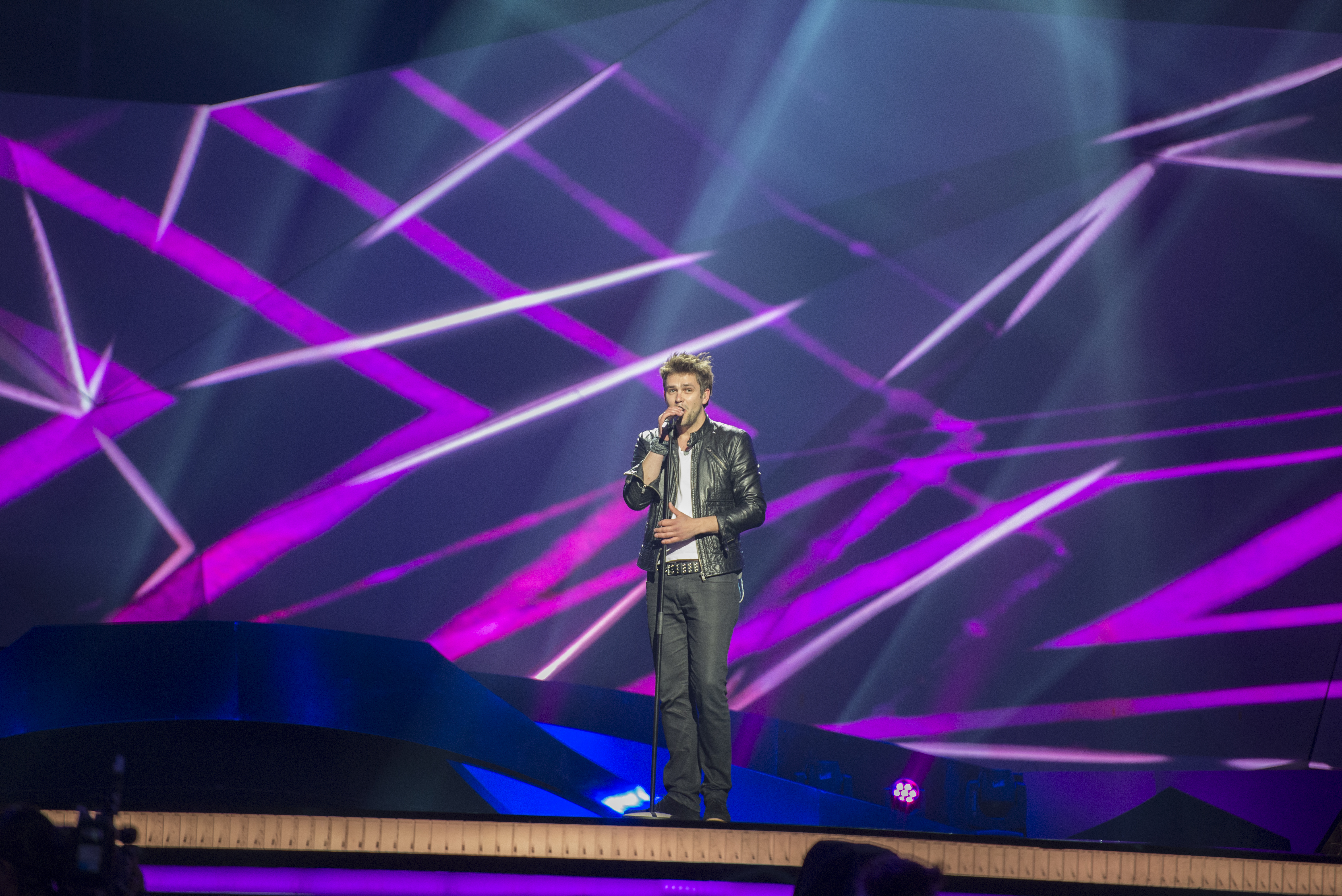
Andrius Pojavis à Malmö (2013)
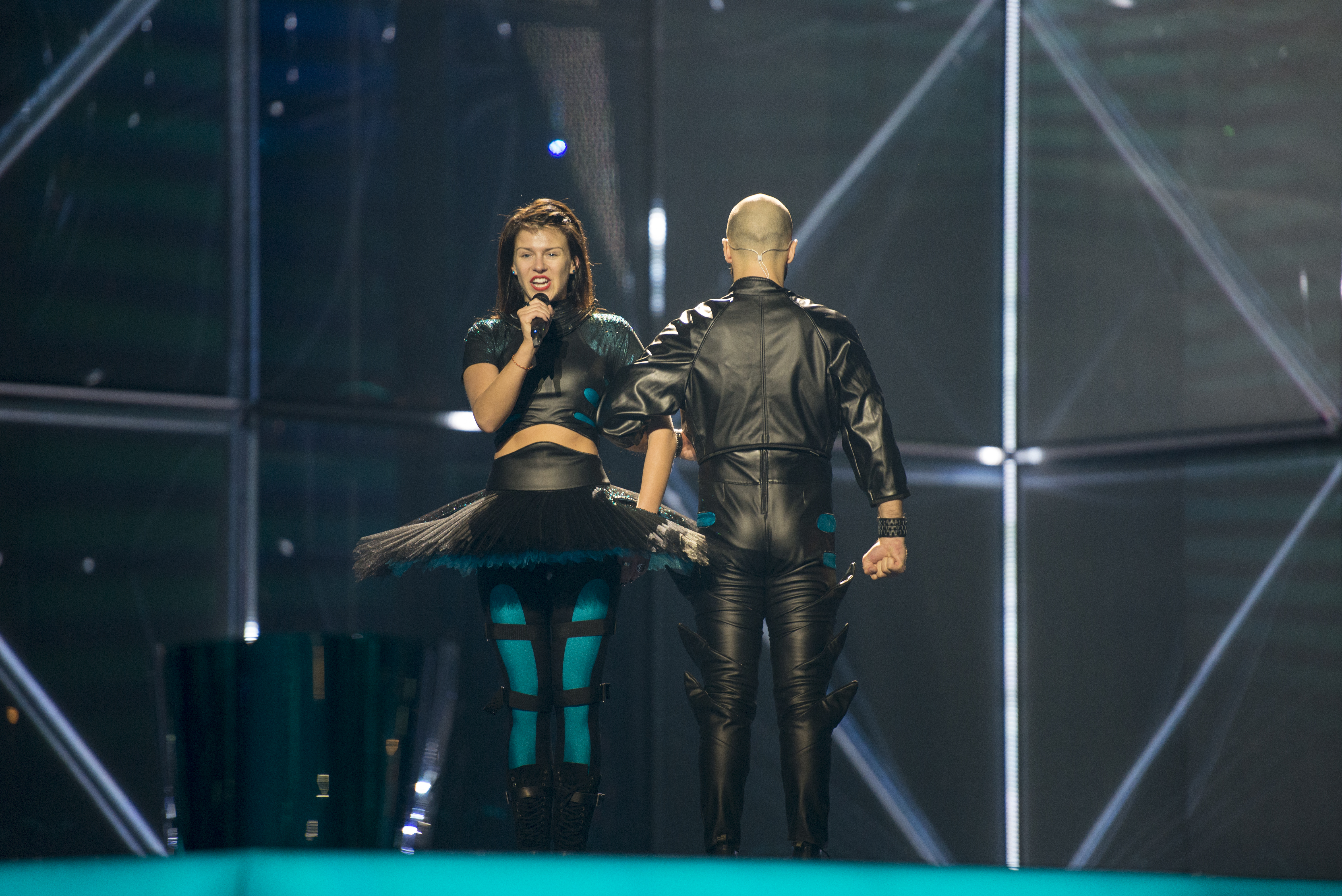
Vilija Matačiūnaitė à Copenhague (2014)
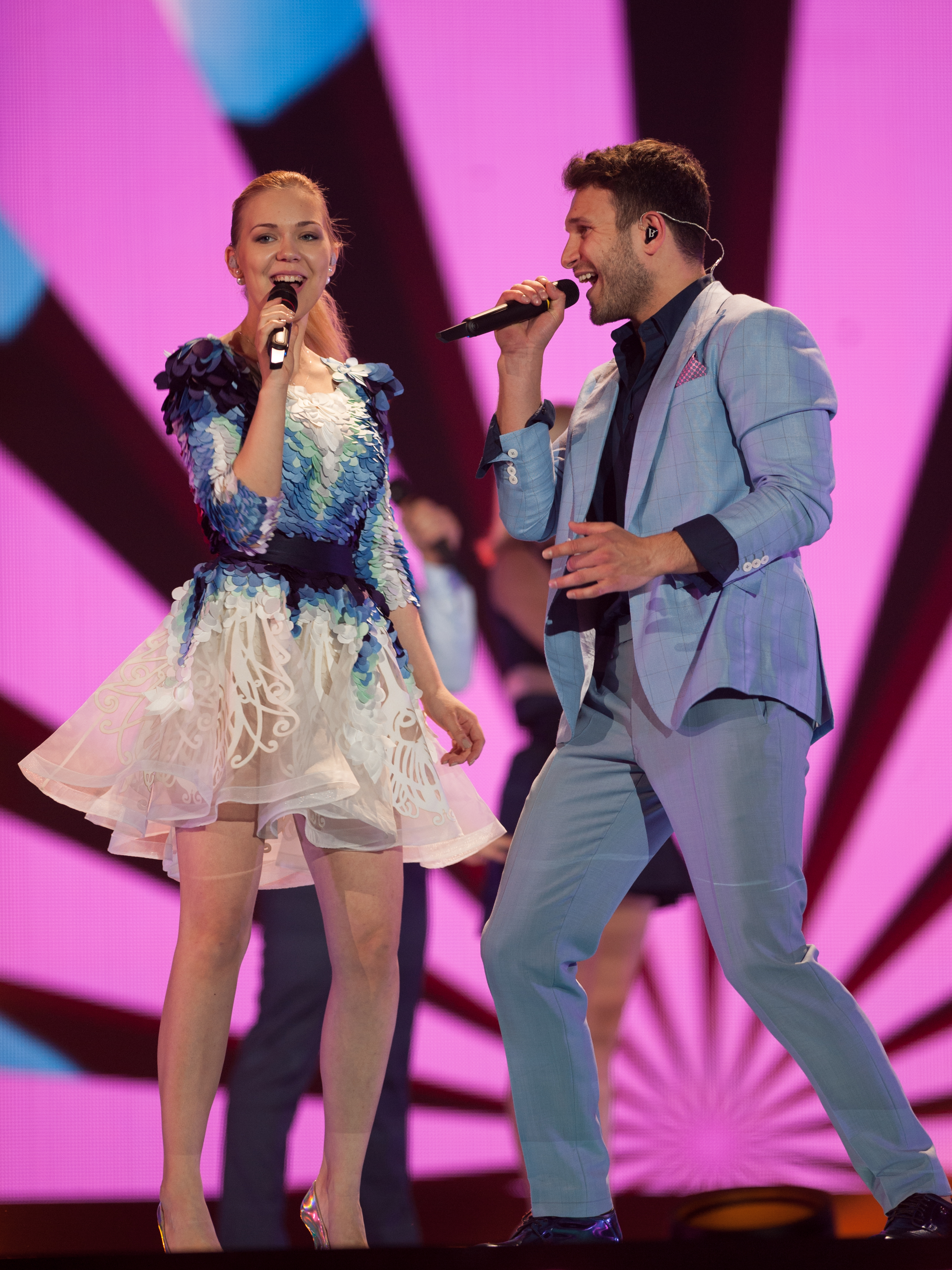
Monika Linkytė & Vaidas Baumila à Vienne (2015)
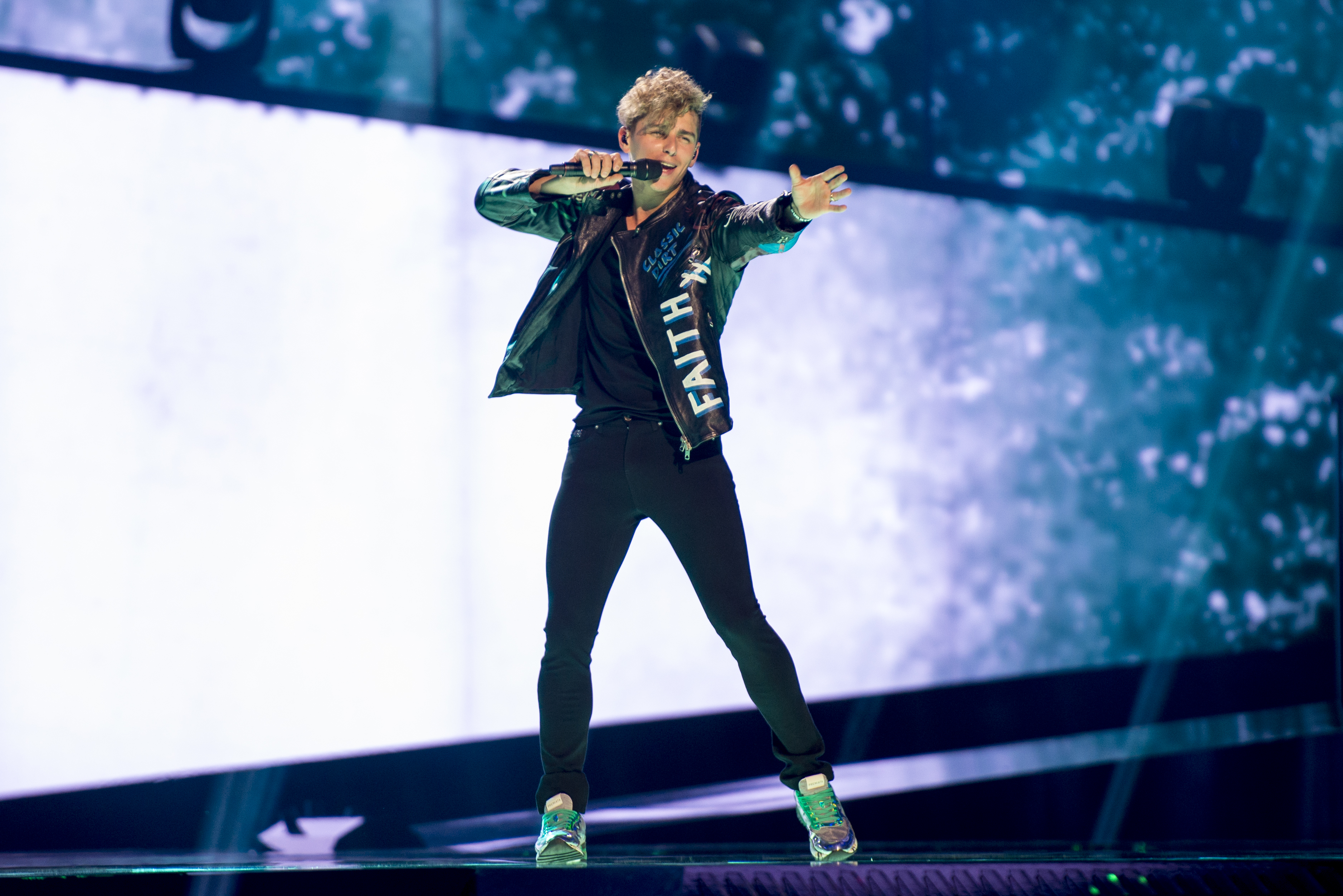
Donny Montell à Stockholm (2016)
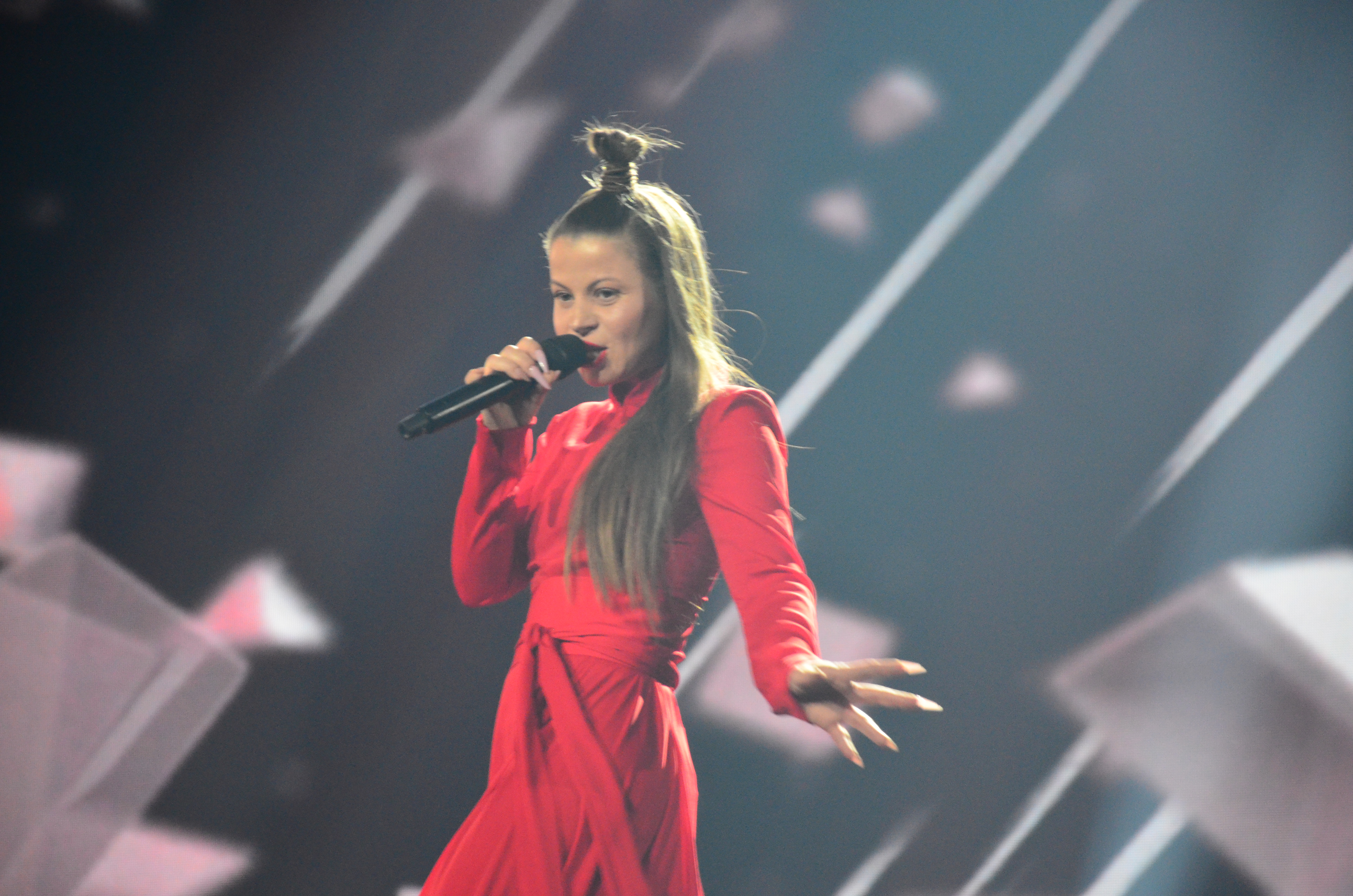
Fusedmarc à Kiev (2017)
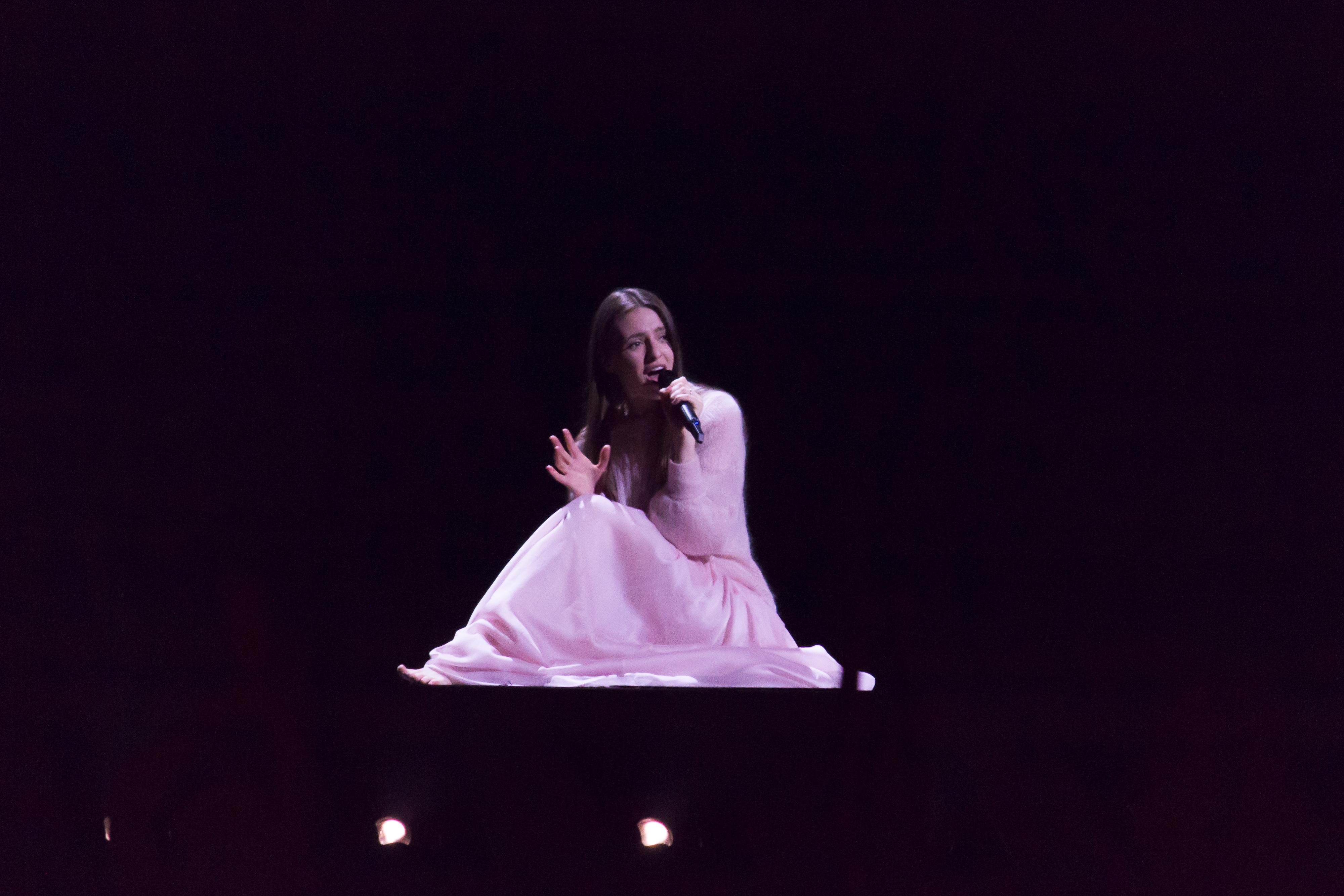
Ieva Zasimauskaitė à Lisbonne (2018)
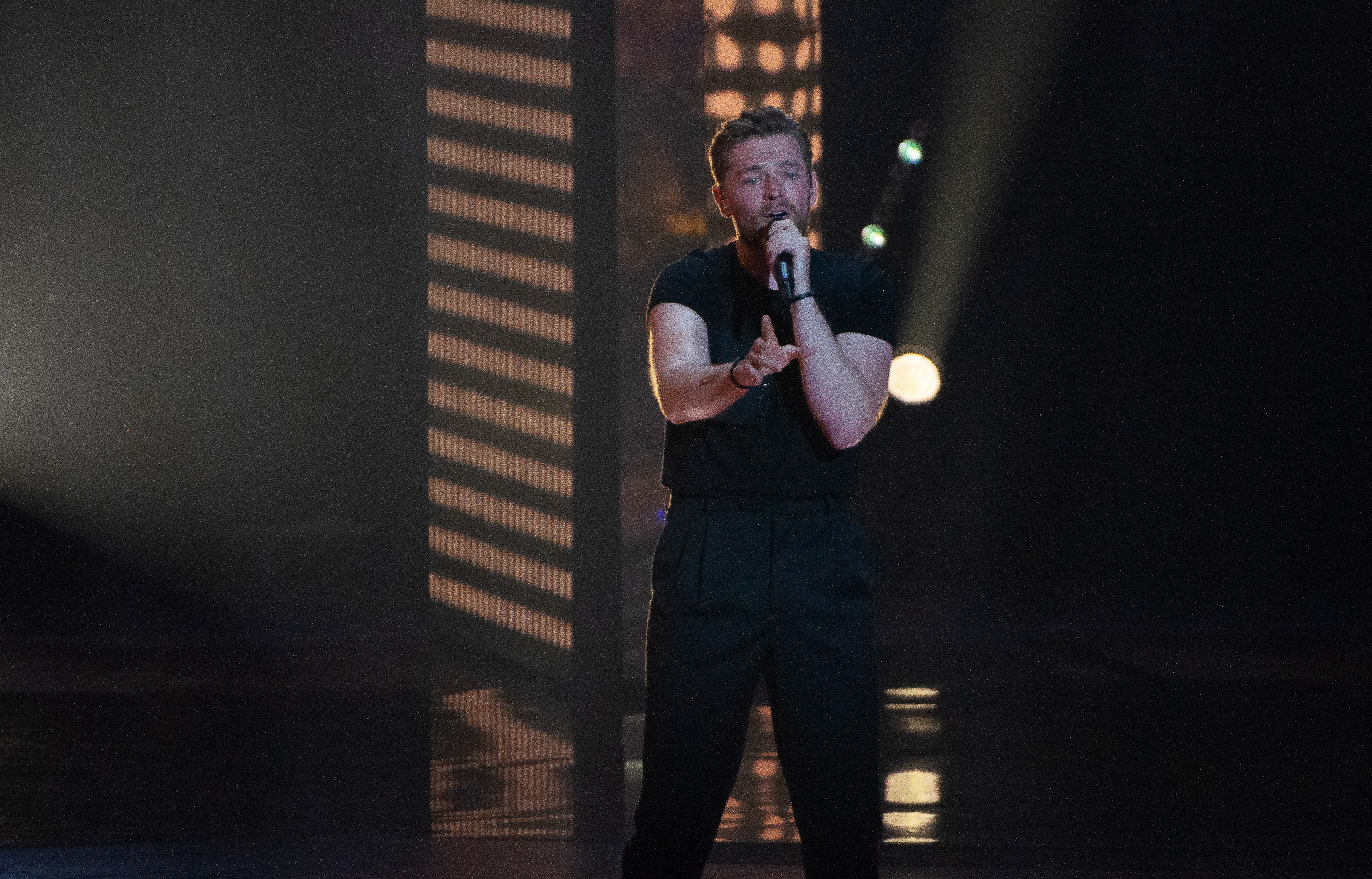
Jurijus Veklenko à Tel Aviv (2019)
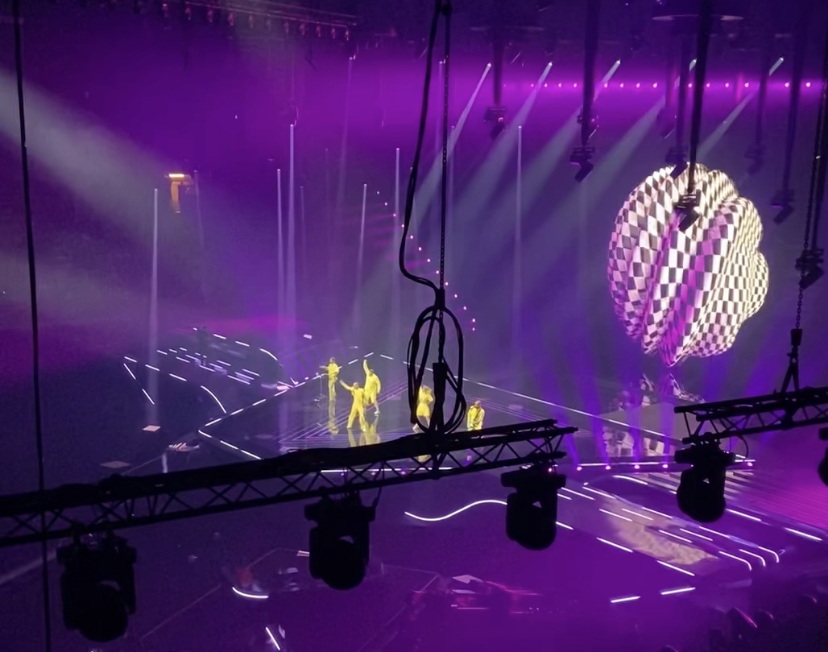
The Roop à Rotterdam (2021)
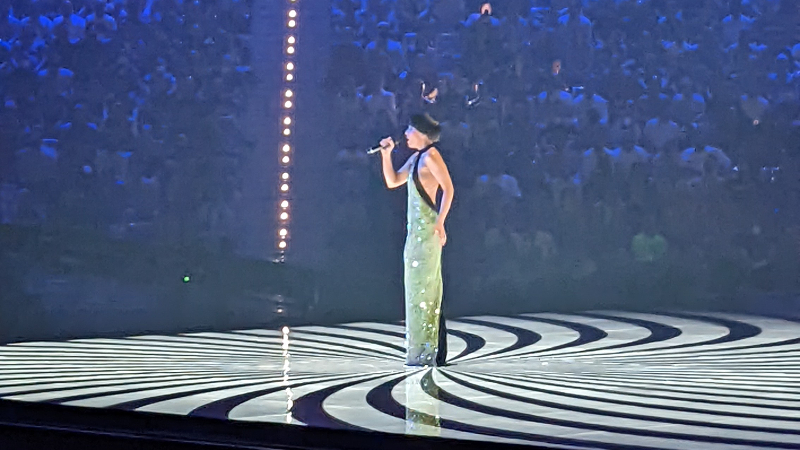
Monika Liu à Turin (2022)
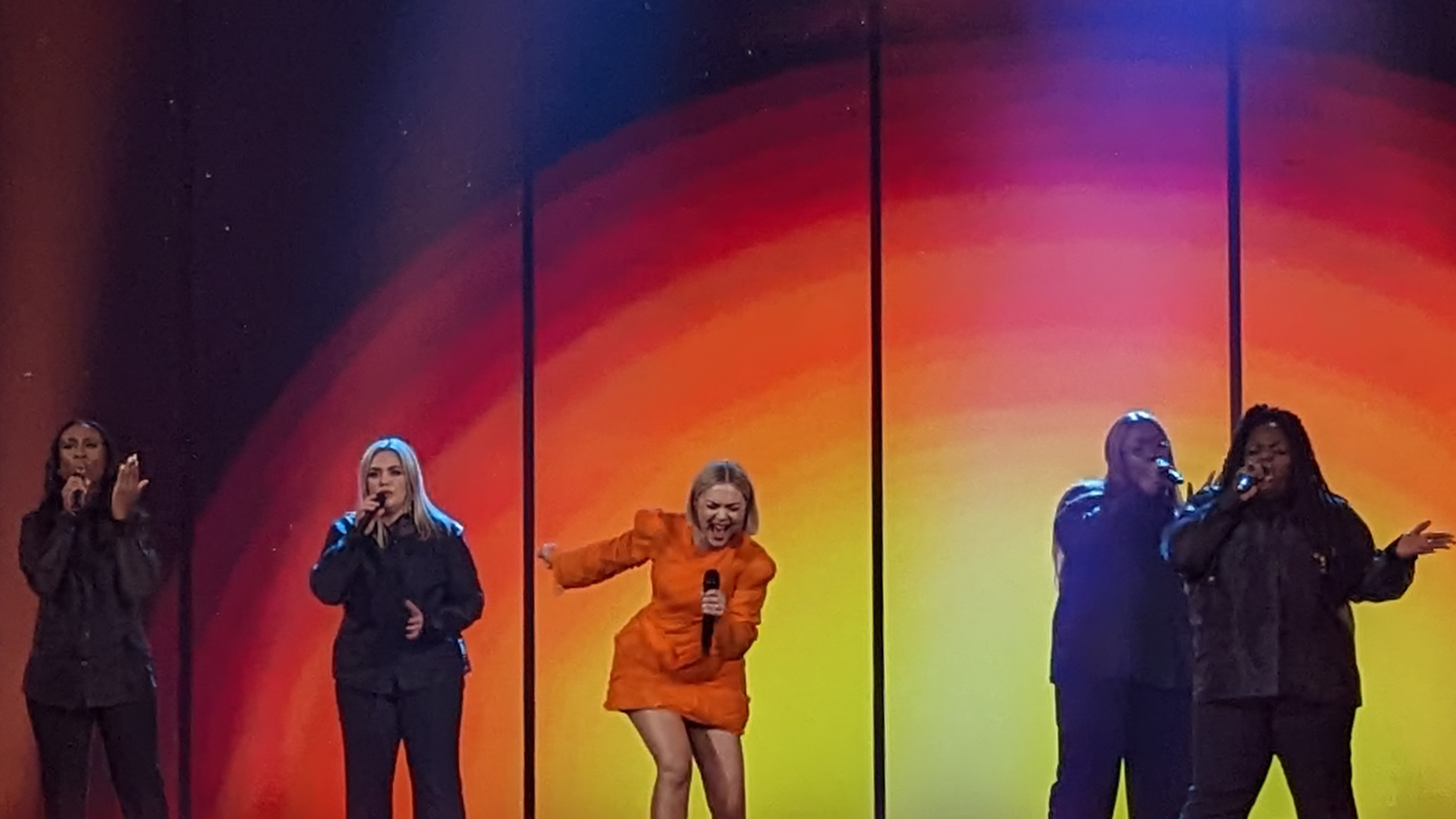
Monika Linkytė à Liverpool (2023)
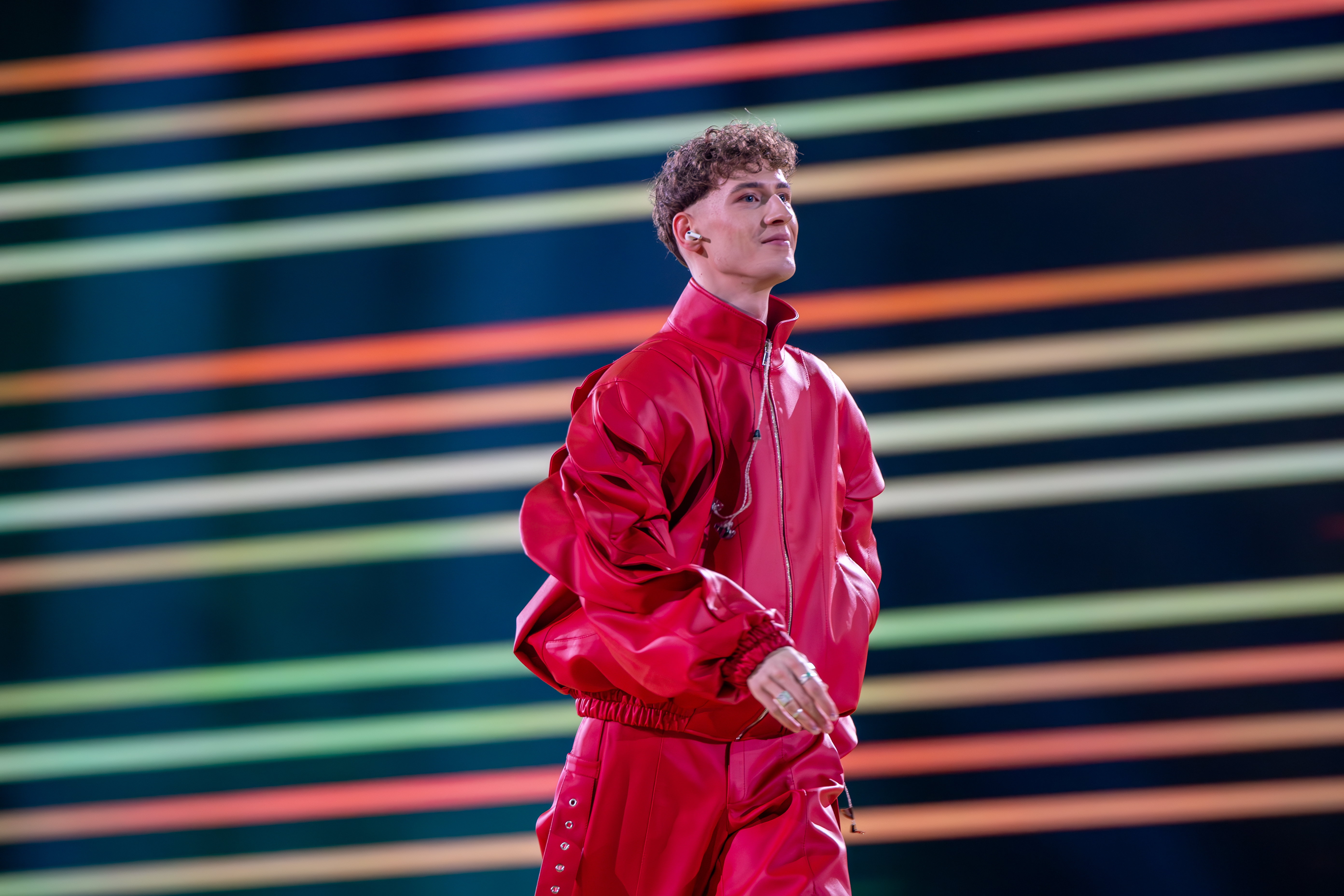
Silvester Belt à Malmö (2024)
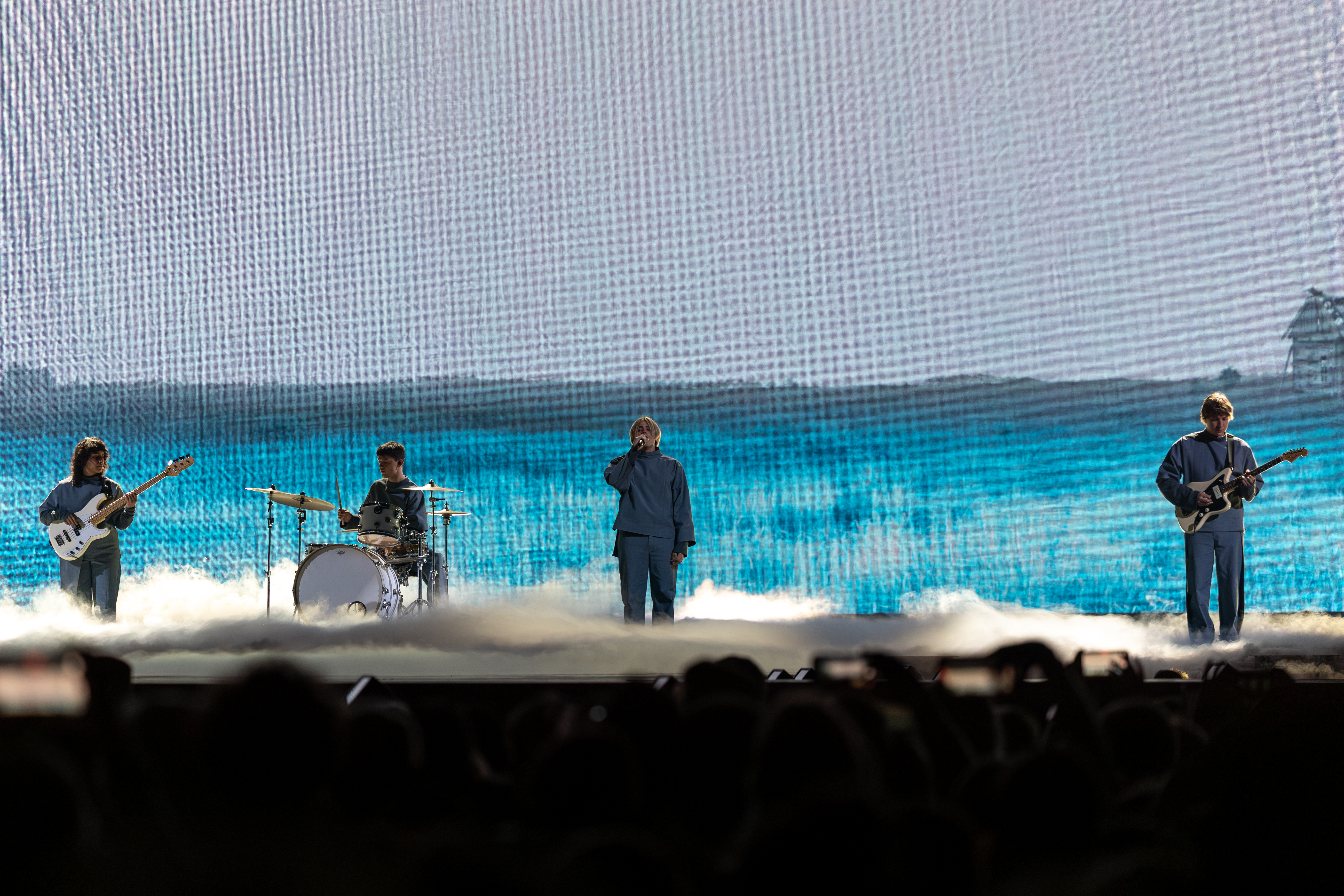
Katarsis à Bâle (2025)

## Chefs d'orchestre, commentateurs et porte-paroles
| Année                  | Chef d'orchestre                                     | Commentateur(s)                                      | Porte-parole                                         |
| ---------------------- | ---------------------------------------------------- | ---------------------------------------------------- | ---------------------------------------------------- |
| 1994                   | Tomas Leiburas                                       | Darius Užkuraitis                                    | Gitana                                               |
| 1995, 1996, 1997, 1998 | retrait                                              | retrait                                              | retrait                                              |
| 1999                   | NC                                                   | Darius Užkuraitis                                    | Andrius Tapinas                                      |
| 2000                   | NC                                                   | Darius Užkuraitis                                    | relégation                                           |
| 2001                   | NC                                                   | Darius Užkuraitis                                    | Loreta Tarozaitė                                     |
| 2002                   | NC                                                   | Darius Užkuraitis                                    | Loreta Tarozaitė                                     |
| 2003                   | NC                                                   | Darius Užkuraitis                                    | relégation                                           |
| 2004                   | NC                                                   | Darius Užkuraitis                                    | Rolandas Vilkončius                                  |
| 2005                   | NC                                                   | Darius Užkuraitis                                    | Rolandas Vilkončius                                  |
| 2006                   | NC                                                   | Darius Užkuraitis                                    | Lavija Šurnaitė                                      |
| 2007                   | NC                                                   | Darius Užkuraitis                                    | Lavija Šurnaitė                                      |
| 2008                   | NC                                                   | Darius Užkuraitis                                    | Rolandas Vilkončius                                  |
| 2009                   | NC                                                   | Darius Užkuraitis                                    | Ignas Krupavičius                                    |
| 2010                   | NC                                                   | Darius Užkuraitis                                    | Giedrius Masalskis                                   |
| 2011                   | NC                                                   | Darius Užkuraitis                                    | Giedrius Masalskis                                   |
| 2012                   | NC                                                   | Darius Užkuraitis                                    | Ignas Krupavičius                                    |
| 2013                   | NC                                                   | Darius Užkuraitis                                    | Ignas Krupavičius                                    |
| 2014                   | NC                                                   | Darius Užkuraitis                                    | Ignas Krupavičius                                    |
| 2015                   | NC                                                   | Darius Užkuraitis                                    | Ugnė Galadauskaitė                                   |
| 2016                   | NC                                                   | Darius Užkuraitis                                    | Ugnė Galadauskaitė                                   |
| 2017                   | NC                                                   | Darius Užkuraitis & Gerūta Griniūtė                  | Eglė Daugėlaitė                                      |
| 2018                   | NC                                                   | Darius Užkuraitis & Gerūta Griniūtė                  | Eglė Daugėlaitė                                      |
| 2019                   | NC                                                   | Darius Užkuraitis                                    | Andrius Mamontovas                                   |
| 2020                   | Concours annulé en raison de la pandémie de COVID-19 | Concours annulé en raison de la pandémie de COVID-19 | Concours annulé en raison de la pandémie de COVID-19 |
| 2021                   | NC                                                   | Ramūnas Zilnys                                       | Andrius Mamontovas                                   |

## Historique de vote
Depuis 1994, la Lituanie a attribué en finale le plus de points à :
| Rang | Pays     | Points |
| ---- | -------- | ------ |
| 1    | Ukraine  | 165    |
| 2    | Suède    | 142    |
| 3    | Russie   | 129    |
| 4    | Lettonie | 119    |
| 5    | Estonie  | 113    |
| 6    | Italie   | 99     |
| 7    | France   | 92     |
| 8    | Norvège  | 76     |
| 9    | Géorgie  | 69     |
| 10   | Portugal | 66     |

Depuis 1994, la Lituanie a reçu en finale le plus de points de la part de :
| Rang | Pays        | Points |
| ---- | ----------- | ------ |
| 1    | Lettonie    | 161    |
| 2    | Irlande     | 131    |
| 3    | Royaume-Uni | 125    |
| 4    | Estonie     | 85     |
| 5    | Ukraine     | 81     |
| 5    | Géorgie     | 81     |
| 7    | Norvège     | 80     |
| 8    | Pologne     | 48     |
| 9    | Danemark    | 41     |
| 10   | Biélorussie | 36     |

### 12 Points
Légende
 Vainqueur - La Lituanie a donné 12 points à la chanson victorieuse / La Lituanie a reçue 12 points et a gagné le concours
 2e place - La Lituanie a donné 12 points à la chanson arrivée à la seconde place / La Lituanie a reçue 12 points et est arrivée deuxième
 3e place - La Lituanie a donné 12 points à la chanson arrivée à la troisième place / La Lituanie a reçue 12 points et est arrivée troisième
 Qualifiée - La Lituanie a donné 12 points à une chanson parvenue à se qualifier pour la finale / La Lituanie a reçue 12 points et s'est qualifiée pour la finale
 Non-qualifiée - La Lituanie a donné 12 points à une chanson éliminée durant les demi-finales / La Lituanie a reçu 12 points mais n'est pas parvenue à se qualifier pour la finale
| Année         | Attribués   | Attribués           | Reçus                                          | Reçus                                    |
| Année         | Finale      | Demi-Finale         | Finale                                         | Demi-Finale                              |
| 1994          | Pologne     | Pas de demi-finales | Aucun                                          | Pas de demi-finales                      |
| 1999          | Irlande     | Pas de demi-finales | Aucun                                          | Pas de demi-finales                      |
| 2001          | Estonie     | Pas de demi-finales | Aucun                                          | Pas de demi-finales                      |
| 2002          | Lettonie    | Pas de demi-finales | Aucun                                          | Pas de demi-finales                      |
| 2004          | Ukraine     | Ukraine             | Non qualifiée                                  | Aucun                                    |
| 2005          | Lettonie    | Lettonie            | Non qualifiée                                  | Aucun                                    |
| 2006          | Russie      | Russie              | Irlande                                        | Irlande                                  |
| 2007          | Géorgie     | Lettonie            | Irlande                                        | Qualifiée d'office                       |
| 2008          | Russie      | Lettonie            | Non qualifiée                                  | Lettonie                                 |
| 2009          | Norvège     | Norvège             | Aucun                                          | Irlande                                  |
| 2010          | Géorgie     | Géorgie             | Non qualifiée                                  | Irlande                                  |
| 2011          | Géorgie     | Géorgie             | Géorgie Pologne                                | Pologne Royaume-Uni                      |
| 2012          | Azerbaïdjan | Géorgie             | Géorgie                                        | Aucun                                    |
| 2013          | Azerbaïdjan | Ukraine             | Aucun                                          | Aucun                                    |
| 2014          | Pays-Bas    | Biélorussie         | Non qualifiée                                  | Aucun                                    |
| 2015          | Lettonie    | Lettonie            | Aucun                                          | Aucun                                    |
| 2016 Jury     | Australie   | Australie           | Ukraine                                        | Lettonie                                 |
| 2016 Télévote | Lettonie    | Lettonie            | Irlande Norvège Royaume-Uni                    | Irlande Norvège Royaume-Uni              |
| 2017 Jury     | Portugal    | Norvège             | Non qualifiée                                  | Aucun                                    |
| 2017 Télévote | Portugal    | Estonie             | Non qualifiée                                  | Irlande                                  |
| 2018 Jury     | Autriche    | Irlande             | Croatie                                        | Portugal                                 |
| 2018 Télévote | Estonie     | Estonie             | Estonie Irlande Lettonie Norvège Royaume-Uni   | Irlande Royaume-Uni                      |
| 2019 Jury     | Pays-Bas    | Pays-Bas            | Non qualifiée                                  | Aucun                                    |
| 2019 Télévote | Russie      | Lettonie            | Non qualifiée                                  | Irlande Norvège Royaume-Uni              |
| 2021 Jury     | Ukraine     | Ukraine             | Italie                                         | Israël                                   |
| 2021 Télévote | Ukraine     | Ukraine             | Allemagne Irlande Lettonie Norvège Royaume-Uni | Allemagne Chypre Irlande Norvège Ukraine |
| 2022 Jury     | Ukraine     | Ukraine             | Aucun                                          | Slovénie                                 |
| 2022 Télévote | Ukraine     | Ukraine             | Aucun                                          | Ukraine                                  |
| 2023 Jury     | Suède       | Pas de jury         | Aucun                                          | Pas de jury                              |
| 2023 Télévote | Finlande    | Pologne             | Aucun                                          | Royaume-Uni Saint-Marin                  |
| 2024 Jury     | Suisse      | Pas de jury         | Aucun                                          | Pas de jury                              |
| 2024 Télévote | Ukraine     | Ukraine             | Aucun                                          | Irlande Royaume-Uni                      |
| 2025 Jury     | Lettonie    | Pas de jury         | Aucun                                          | Pas de jury                              |
| 2025 Télévote | Lettonie    | Lettonie            | Ukraine                                        | Lettonie                                 |